# Правительство Андраша Хегедюша
Совет министров Венгерской Народной республики под председательством Андраша Хегедюша (венг. Hegedüs András kormány) — правительство ВНР, функционировавшее с 18 апреля 1955 года по 24 октября 1956 года.

## История
В Венгерской Народной республике, как и в других странах Восточной Европы, после Второй мировой войны оказавшихся в сфере влияния Советского Союза, строительство основ социализма осуществлялось по модели сталинского образца. Трудности, вызванные необходимостью восстановления экономики страны и проведения индустриализации в условиях ограниченности природных ресурсов и незначительности помощи извне, усугублялись противоречиями в руководстве правящей Венгерской партии трудящихся (ВПТ) относительно политического и экономического курса, который следовало претворять в жизнь.
Генеральный секретарь ЦР ВПТ Матьяш Ракоши, с августа 1952 года совмещавший этот пост с премьерским, придерживался ортодоксальных сталинистских позиций и старался копировать ту политику, которая осуществлялась в СССР. ВПТ и правительство ещё в декабре 1949 года осуществили национализацию предприятий с числом рабочих свыше 10. Одновременно были национализированы 60 крупных предприятий, принадлежавших иностранным фирмам. Если в первый год 3-летнего плана решающие позиции в экономике еще принадлежали частному сектору, то к концу 1949 года в руках государства были сосредоточены вся крупная, средняя и частично мелкая промышленность, кредитная система, транспорт, внешняя торговля, большая часть внутренней торговли. За исключением сельского хозяйства, государственный сектор господствовал в экономике страны. С середины того же года началась ускоренная коллективизация сельского хозяйства — к концу года имелось уже 1500 производственных кооперативов, в которых было объединено 36 тыс. крестьян, сообща обрабатывавших 350 тыс. хольдов земли, что составляло вместе с землями госхозов 7,3% пахотных земель страны. Эти результаты, а также рост международной напряжённости из-за начала Корейской войны, убеждали его в необходимости форсирования процесса строительства основ социалистического строя до конца первого пятилетнего плана (1954 год), что было невозможно добиться мирным путём, без репрессий.
Иной линии придерживалась группа руководителей ВПТ, которую возглавлял популярный деятель партии Имре Надь. Будучи министром сельского хозяйства в первых послевоенных правительствах Венгрии, он курировал аграрную реформу и получил поддержку широких слоёв населения. Надь часто выступал в дискуссиях, критикуя линию Ракоши на ускорение коллективизации, с лозунгами о реформировании социализма. В сентябре 1949 года за свои взгляды он был выведен из состава Политбюро ЦР ВПТ, что только увеличило его популярность.
Последовавшая в марте 1953 года смерть Иосифа Сталина лишила Ракоши поддержки со стороны СССР, где новые руководители Георгий Маленков, Лаврентий Берия и Никита Хрущёв выступали за умеренные реформы, исправление основных перегибов Сталина и постепенный отход от сталинизма. В начале лета состоялось заседание Секретариата ЦР ВПТ, на котором политика Ракоши была подвергнута осторожной критике и было принято решение — пересмотреть прежние напряжённые планы экономического развития, провести сокращение госаппарата, в том числе правительства, министерств (более чем на треть), а также разделить посты Генерального секретаря ЦР ВПТ и Председателя Совета министров. 4 июля правительство вместо Ракоши возглавил опальный Имре Надь, который свернул форсированную индустриализацию, предпринял шаги в сторону демократизации деятельности Патриотического фронта и остановил дальнейшее кооперирование сельского хозяйства. Всё это вызвало противодействие Ракоши и его сторонников, которое первое время шло кулуарно, а с осени 1954 года — открыто.
Хотя сторонники Надя пользовались не меньшим влиянием и поддержкой нового руководства СССР, в начале марта 1955 года Пленум ЦР ВПТ осудил действия Имре Надя. Он был
обвинен в оппортунизме, антимарксизме, правом уклоне, отрицании роли партии и противопоставлении ВПТ Отечественному народному фронту, противодействии социалистической интеграции и подрыве коллективизации, снят со всех постов и исключён из партии. Однако в условиях, когда группа Надя сохраняла своё влияние, особенно в среде интеллигенции, Союзе трудящейся молодёжи, некоторых органах печати и в руководстве Союза писателей, Ракоши не мог ни вернуться на пост премьера сам, ни выдвинуть кого-нибудь из своих наиболее последовательных соратников (таких, как Эрнё Герё или Михай Фаркаш). Тогда он поддержал кандидатуру 33-х летнего секретаря ЦР ВПТ Андраша Хегедюша как молодого кандидата, который не был уличён в репрессиях прошлых лет, но при этом являлся сторонником Ракоши и его политики, при этом первым заместителем Председателя нового Совета министров стал старый соратник венгерского лидера Эрнё Герё.
Правительство Андраша Хегедюша совместно с группой Ракоши (после его отставки под давлением СССР — с Эрнё Герё, ставшим Первым секретарём ЦР ВПТ) занималось вытеснением из политики оставшихся там сторонников Надя и реализацией пятилетнего плана (в чём добилось определённых успехов). 14 мая 1955 года Хегедюш от имени Венгерской Народной республики подписал Варшавский договор.
В начале антикоммунистического восстания 1956 года, правительство Хегедюша поддержало позицию Эрнё Герё и в ночь с 23 на 24 октября отправило советскому руководству официальную просьбу о вводе войск. Однако на заседании ЦР ВПТ в это же время было принято решение — пойти на уступки восставшим и поручить формирование нового правительства Имре Надю, срочно восстановленному в партии и введённому в состав Политбюро. Андраш Хегедюш и большинство министров его кабинета получили посты в нём, однако 27-28 октября, после открытого перехода Надя на сторону восставших, покинули его самостоятельно (как сам Хегедюш) или были выведены из него.

## Состав
| Пост                                                | Министр                                                                                  | Партия |
| Председатель                                        | Андраш Хегедюш                                                                           | ВПТ    |
| Первый заместитель Председателя                     | Эрнё Герё (до 30 июля 1956 года) Иштван Хидас (с 30 июля 1956 года)                      | ВПТ    |
| Заместитель Председателя                            | Антал Апро                                                                               | ВПТ    |
| Заместитель Председателя                            | Ференц Эрдеи (до 15 ноября 1955 года) Иштван Хидас (до 30 июля 1956 года) Дьёрдь Марошан | ВПТ    |
| Заместитель Председателя                            | Йожеф Мекис                                                                              | ВПТ    |
| Министр государственного контроля                   | Арпад Хази                                                                               | ВПТ    |
| Министр экономики                                   | Дьёрдь Погачаш                                                                           | ВПТ    |
| Министр горнодобывающей промышленности и энергетики | Шандор Котнер                                                                            | ВПТ    |
| Министр по налогам и сборам                         | Андраш Собек                                                                             | ВПТ    |
| Министр внутренних дел                              | Ласло Пирош                                                                              | ВПТ    |
| Министр внутренней торговли                         | Йожеф Богнар (до 14 апреля 1956 года) Янош Тауш (с 14 апреля 1956 года)                  | ВПТ    |
| Министр здравоохранения                             | Йожеф Роман                                                                              | ВПТ    |
| Министр продовольствия                              | Иван Альтомаре (до 30 июля 1956 года) Режё Ньерш (с 30 июля 1956 года)                   | ВПТ    |
| Министр строительства                               | Лайош Шиарто                                                                             | ВПТ    |
| Министр сельского хозяйства                         | Ференц Эрдеи (до 15 ноября 1955 года) Янош Матольчи (с 15 ноября 1955 года)              | ВПТ    |
| Министр обороны                                     | Иштван Бата                                                                              | ВПТ    |
| Министр юстиции                                     | Эрик Мольнар                                                                             | ВПТ    |
| Министр металлургии и машиностроения                | Янош Жерго                                                                               | ВПТ    |
| Министр лёгкой промышленности                       | Бела Салаи (до 8 сентября 1955 года) Жозефин Надь (с 8 сентября 1955 года)               | ВПТ    |
| Министр транспорта и почты                          | Лайош Бебриц                                                                             | ВПТ    |
| Министр внешней торговли                            | Ласло Хей (до 14 апреля 1956 года) Йожеф Богнар (с 14 апреля 1956 года)                  | ВПТ    |
| Министр иностранных дел                             | Янош Больдоцки (до 30 июля 1956 года) Имре Хорват (с 30 июля 1956 года)                  | ВПТ    |
| Министр культуры                                    | Йожеф Дарваш                                                                             | ВПТ    |
| Министр образования                                 | Тибор Эрдеи-Груз (до 30 июля 1956 года) Альберт Конья (с 30 июля 1956 года)              | ВПТ    |
| Министр финансов                                    | Карой Ольт                                                                               | ВПТ    |
| Министр угольной промышленности                     | Шандор Котнер                                                                            | ВПТ    |
| Министр городского и муниципального управления      | Янош Шабо                                                                                | ВПТ    |
| Министр химической и энергетической промышленности  | Арпад Кисс                                                                               | ВПТ    |
| Министр химической промышленности                   | Гергей Шабо                                                                              | ВПТ    |
| Председатель Национального планового комитета       | Андор Берей                                                                              | ВПТ    |